# Boda István (pszichológus)
Boda István (Máramarossziget, 1894. október 24. – Budapest, 1979. augusztus 7.) tanár, pszichológus.
A Magyarországon még fiatalnak számító pszichológiai oktatás területén szerzett érdemeket, több felsőoktatási intézményben tartott pszichológiai kurzusokat. Kutatási területe: személyiség- és neveléslélektan.

## Életpályája
Felsőfokú tanulmányokat a budapesti egyetemen folytatott, magyar-francia szakos középiskolai tanári képesítést szerzett 1917-ben. Bölcsészdoktorrá avatták 1923-ban.
1917-1920-ig Fiumében, 1921-1939-ig a budapesti Kereskedelmi Akadémián tanított. Közben magántanári képesítést szerzett a szegedi egyetemen A nevelés-lélektan tárgykörből, majd 1935-ben Az értelmiség lélektan tárgykörből. Mint a szegedi egyetem magántanára előadást hirdetett 1933-1937 között hat féléven keresztül az értelmiségvizsgálat és a személyiségfejlesztés gyakorlati pszichológiai kérdéseiről. A Műszaki Egyetem Közgazdasági Karán is tartott pszichológiai kurzusokat. 1939. szeptember 13-án címzetes nyilvános rendkívüli tanárrá nyilvánították.
1939-1944-ig a kassai főiskolán oktatott mint magyar-francia szakos tanár és vezette a lélektani laboratóriumot, ugyanekkor az 1944/45-ös tanévben segített ellátni a kolozsvári Neveléstudományi Intézet pedagógiai-lélektani oktatási feladatait. A vesztes háború után Budapestre menekült, 1945-1950-ig a budapesti Kereskedelmi Főiskolán oktatott. Nagyon korán, 1950-ben nyugdíjazták, kiszorították a tudományos közéletből, tiltott (TTT) listára került. E korai nyugdíjazásra leginkább a pedológia betiltása miatt került sor, ez volt a sorsa Várkonyi Hildebrand Dezsőnek a szegedi és a kolozsvári pszichológiai tanszék vezetőjének, Málnási Bartók Györgynek, aki a filozófiával együtt a lélektan oktatásából is kivette a részét, s még sokan másoknak, például Harkai Schiller Pál emigrált Amerikába.
Számos tanulmánya az általa is szerkesztett Magyar Psychológiai Szemle c. szakfolyóiratban jelent meg alkotói periodusának fénykorában, az 1930-as évek közepén.

## Művei (válogatás)
- A nevelői célkitűzés problémájához. Berlin, 1926. 62 o.
- A zseni lélektanához. Magyar Psychológiai Szemle, 1932.
- Bevezető a lélektanba.[3] (Egy lélektani rendszer vázlata.) Budapest, 1934. 184 o.
- Esztétika és filozófia. (Immanens esztétikai idealizmus.) Esztétikai Szemle, 1937.
- A személyi magasrendűség kibontakozása. Szellem és Élet, 1937-1938.
- Az értelem. Funkcionális és minőségi lényege, szerkezete, kísérleti vizsgálata. Esztétikai Szemle, 1939.
- Érték és gazdasági érték. Kassa, 1940. 68 o.
- A magyar személyiség megismerésének módszerei. Protestáns Szemle, 1941.
- A magyar lelkiség. Budapest, 1942. 172 o.

## Tudományos tisztség
- Magyar Psychológia Szemle szerkesztése (főszerk., 1928-1932)

## Társasági tagság
- Magyar Psychológiai Társaság
- Deutsche Gesellschaft für Psychologie
- Magyar Gyermektanulmányi és Nevelésügyi Társaság
- Magyar Filozófiai Társaság
- Magyar Paedagogiai Társaság
- Magyar Külügyi Társaság
- Parthenon igazgató-választmányi tag